# Pliohyracidae
De Pliohyracidae zijn een familie van uitgestorven zoogdieren die leefden in het Vroeg-Tertiair.

## Beschrijving
Deze familie herbergt alle uitgestorven klipdasachtigen uit het Vroeg-Tertiair. De familie klipdassen (Procaviidae) omvat de latere vormen. Ook de huidige levende soorten vallen onder deze laatste familie.

## Vondsten
Fossielen werden gevonden in afzettingen uit het Oligoceen van Egypte, uit het Mioceen van Oost- en Zuidwest-Afrika en het Plioceen van Griekenland.

## Indeling
Onderfamilie Pliohyracinae
- † Kvabebihyrax Gabunia & Vekua, 1966
- † Megalohyrax Andrews, 1903
- † Pachyhyrax Schlosser, 1910
- † Pliohyrax Osborn, 1899
- † Postschizotherium Von Koenigswald, 1932
- † Selenohyrax Rasmussen & Simons, 1988

Onderfamilie Geniohyinae Andrews, 1906
- † Brachyhyrax Pickford, 2004
- † Geniohyus Andrews, 1904

Onderfamilie Saghatheriinae Andrews, 1906
- † Bunohyrax Schlosser, 1910
- † Meroehyrax Whitworth, 1954
- † Microhyrax Sudre, 1979
- † Saghatherium Andrews & Beadnell, 1902
- † Seggeurius Crochet, 1986
- † Thyrohyrax Meyer, 1973

Onderfamilie Titanohyracinae Matsumoto, 1926
- † Afrohyrax Pickford, 2004
- † Antilohyrax Rasmussen & Simons, 2000
- † Titanohyrax Matsumoto, 1922